# Lachesana vittata
Lachesana vittata là một loài nhện trong họ Zodariidae.
Loài này thuộc chi Lachesana. Lachesana vittata được Embrik Strand miêu tả năm 1906.